# Họ Cáng lò
Họ Cáng lò hay còn gọi là họ Duyên mộc, họ Bulô , có tài liệu gọi không chuẩn là họ Bạch dương, (danh pháp khoa học: Betulaceae) bao gồm 6 chi các loài cây thân gỗ hay cây bụi có lá sớm rụng có quả hạch, bao gồm các loài cáng lò, tống quán sủ, phỉ, trăn và hổ trăn. Chúng chủ yếu có nguồn gốc ở vùng ôn đới của Bắc bán cầu, với một vài loài có thể sinh sống ở Nam bán cầu trong khu vực dãy núi Andes ở Nam Mỹ.
Trong quá khứ, họ này thường được chia thành hai họ là Betulaceae bao gồm hai chi Alnus, Betula và họ Corylaceae (phần còn lại). Tuy nhiên, các sắp xếp gần đây, bao gồm cả của APG, cho thấy họ Corylaceae được nhập chung vào Betulaceae.

## Tiến hóa
Người ta cho rằng Betulaceae đã phát sinh vào cuối kỷ Creta, khoảng 70 triệu năm trước tại khu vực ngày nay là miền trung Trung Quốc. Khu vực này vào thời gian đó có lẽ có kiểu khí hậu Địa Trung Hải do gần với biển Tethys, đã từng che phủ nhiều phần ngày nay là Tây Tạng và Tân Cương cho tới tận đầu kỷ Đệ Tam. Khu vực nguồn gốc này được hỗ trợ bởi thực tế là cả sáu chi còn sinh tồn và 52 loài là bản địa khu vực này, với nhiều loài là đặc hữu. Người ta cũng cho rằng 6 chi ngày nay đã rẽ nhánh hoàn toàn trong thế Oligocen, với tất cả các chi trong họ (trừ Ostryopsis) đều có hóa thạch kể từ ít nhất là 20 triệu năm trước.

## Phân loại
Họ Bạch dương được phân làm 2 phân họ, với 11 chi trong đó 6 chi còn loài sinh tồn. Họ này chứa khoảng 145-167 loài.
- Phân họ Betuloideae
  - Chi Alnus
  - Chi Betula
- Phân họ Coryloideae
  - Chi Carpinus
  - Chi Corylus
  - Chi Ostrya
  - Chi Ostryopsis
- Nhóm hóa thạch
  - Chi †Asterocarpinus
  - Chi †Coryloides
  - Chi †Cranea
  - Chi †Kardiasperma
  - Chi †Palaeocarpinus

## Phát sinh chủng loài
Theo phân tích phát sinh chủng loài phân tử thì các họ hàng gần nhất của Betulaceae là họ Casuarinaceae (phi lao).
Cây phát sinh chủng loài gợi ý về mối quan hệ họ hàng như sau:
|  | Ostryopsis                                          |
|  |                                                     |
|  | \| \| Ostrya \| \| \| \| \| \| Carpinus \| \| \| \| |
|  |                                                     |
|  | Ostrya                                              |
|  |                                                     |
|  | Carpinus                                            |
|  |                                                     |

|  | Ostrya   |
|  |          |
|  | Carpinus |
|  |          |

|  | Ostryopsis                                          |
|  |                                                     |
|  | \| \| Ostrya \| \| \| \| \| \| Carpinus \| \| \| \| |
|  |                                                     |
|  | Ostrya                                              |
|  |                                                     |
|  | Carpinus                                            |
|  |                                                     |

|  | Ostrya   |
|  |          |
|  | Carpinus |
|  |          |

|  | Alnus  |
|  |        |
|  | Betula |
|  |        |

|  | Ostryopsis                                          |
|  |                                                     |
|  | \| \| Ostrya \| \| \| \| \| \| Carpinus \| \| \| \| |
|  |                                                     |
|  | Ostrya                                              |
|  |                                                     |
|  | Carpinus                                            |
|  |                                                     |

|  | Ostrya   |
|  |          |
|  | Carpinus |
|  |          |

|  | Ostryopsis                                          |
|  |                                                     |
|  | \| \| Ostrya \| \| \| \| \| \| Carpinus \| \| \| \| |
|  |                                                     |
|  | Ostrya                                              |
|  |                                                     |
|  | Carpinus                                            |
|  |                                                     |

|  | Ostrya   |
|  |          |
|  | Carpinus |
|  |          |

|  | Alnus  |
|  |        |
|  | Betula |
|  |        |

## Sử dụng

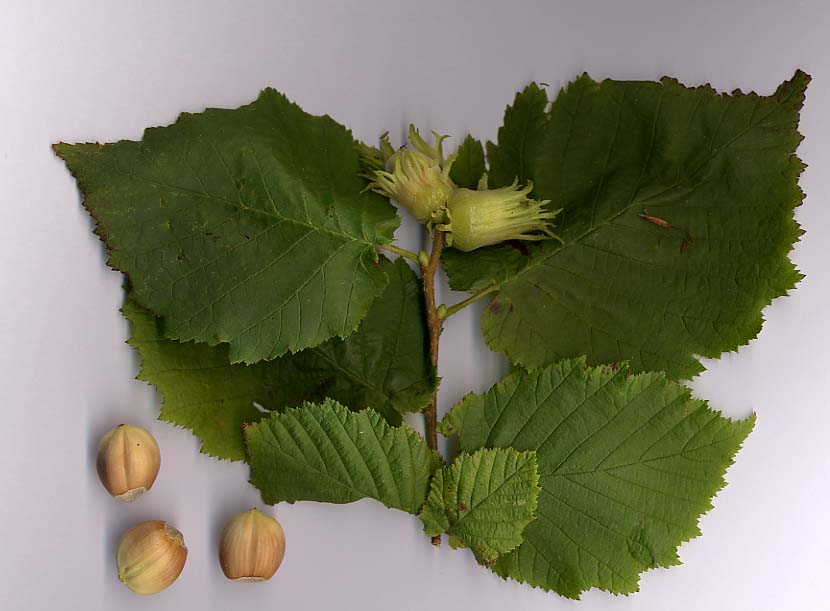
Lá và hạt của cây phỉ thông thường (Corylus avellana)

Phỉ thông thường (Corylus avellana) và phỉ Balkan (Corylus maxima) là các loài cây ăn quả quan trọng, được trồng để lấy hạt ăn được.
Các chi khác bao gồm nhiều loài cây cảnh phổ biến, được trồng rộng rãi trong các công viên và các khu vườn lớn; một vài loài bạch dương được đánh giá cao do có vỏ trơn nhẵn, sáng màu.
Gỗ của các loài cây này nói chung cứng, nặng và bền, cụ thể là gỗ từ các loài trăn. Một vài loài có tầm quan trọng kinh tế đáng kể trong quá khứ khi mà gỗ rất cứng có khả năng chống chịu hao mòn được yêu cầu, chẳng hạn cho các bánh xe do gia súc kéo, bánh răng gỗ hay các bánh xe nước, các loại thuyền chịu sóng gió, các chốt gỗ v.v. Trong phần lớn các ứng dụng này ngày nay gỗ được thay thế bằng kim loại hay các vật liệu nhân tạo.

## Lưu ý
Cần lưu ý khi dịch các tên gọi từ tiếng Trung sang tiếng Việt, do tên gọi phổ biến cho chi Corylus trong tiếng Trung là 榛-trăn, trong khi tiếng Việt lại gọi là phỉ, còn chi Carpinus trong tiếng Trung là 鹅耳枥 (nga nhĩ lịch), tiếng Việt gọi là trăn. Các tên gọi cho chi Ostrya (thiết mộc, do gỗ của nó rất cứng) và Ostryopsis (hổ trăn) là lấy theo tiếng Trung, do chúng có lẽ không có ở Việt Nam.

## Tham chiếu
1. ↑  Angiosperm Phylogeny Group (2009), "An update of the Angiosperm Phylogeny Group classification for the orders and families of flowering plants: APG III", Botanical Journal of the Linnean Society, 161 (2): 105–121, doi:10.1111/j.1095-8339.2009.00996.x, Bản gốc lưu trữ ngày 25 tháng 5 năm 2017, truy cập ngày 10 tháng 12 năm 2010
2. ↑  Trong các tài liệu bằng tiếng Việt hay gọi là họ Cáng lò, do sự có mặt của một loài tại Việt Nam là cây cáng lò Betula alnoides
3. ↑  Phạm Hoàng Hộ. Cây cỏ Việt Nam. Quyển II, trang 666. Nhà xuất bản Trẻ 1999.
4. ↑  Tên gọi bulô là từ phiên âm từ bouleau trong tiếng Pháp, tên gọi phổ biến trong ngôn ngữ này để chỉ các loài cáng lò.
5. ↑  Tên gọi bạch dương là từ phiên dịch từ берёза trong tiếng Nga, tên gọi phổ biến trong ngôn ngữ này để chỉ các loài trong họ này.
6. ↑  Forest F., Savolainen V., Chase M. W., Lupia R., Bruneau A., & Crane P. R. 2005. Teasing apart molecular- versus fossil-based error estimates when dating phylogenetic trees: A case study in the birch family (Betulaceae). Syst. Bot. 30: 118-133. doi:10.1600/0363644053661850
7. ↑  Sauquet H., Ho S. Y. W., Gandolfo M. A., Jordan G. J., Wilf P., Cantrill D. J., Bayly M. J., Bromham L., Brown G. K., Carpenter R. J., Lee D. M., Murphy D. J., Sniderman J. M. K., & Udovicic F. 2012. Testing the impact of calibration on molecular divergence times using a fossil-rich group: The case of Nothofagus (Fagales). Syst. Biol. 61(2): 289-313  doi:10.1093/sysbio/syr116.
8. ↑  Grimm G., & Renner S. S. 2013. Harvesting Betulaceae sequences from GenBank to generate a new chronogram for the family. Bot. J. Lin. Soc. 172: 465-477 doi:10.1111/boj.12065.
9. 1 2  Xiang X. G., Wang W., Li R. Q., Lin L., Liu Y., Zhou Z. K., Li Z. Y., Chen Z.D. (2014). "Large-scale phylogenetic analyses reveal fagalean diversification promoted by the interplay of diaspores and environments in the Paleogene". Perspectives in Plant Ecology, Evolution and Systematics. Quyển 16. tr. 101–110. doi:10.1016/j.ppees.2014.03.001.{{Chú thích tạp chí}}:  Quản lý CS1: nhiều tên: danh sách tác giả (liên kết)
10. ↑  Betulaceae trên website của APG.
11. ↑  Christenhusz M. J. M. & Byng J. W. (2016). "The number of known plants species in the world and its annual increase". Phytotaxa. Quyển 261 số 3. Magnolia Press. tr. 201–217. doi:10.11646/phytotaxa.261.3.1.
12. 1 2  Soltis D. E., Smith S. A., Cellinese N., Wurdack K. J., Tank D. C., Brockington S. F., Refulio-Rodriguez N. F., Walker J. B., Moore M. J., Carlsward B. S., Bell C. D., Latvis M., Crawley S., Black C., Diouf D., Xi Z., Rushworth C. A., Gitzendanner M. A., Sytsma K. J., Qiu Y. L., Hilu K. W., Davis C. C., Sanderson M. J., Beaman R. S., Olmstead R. G., Judd W. S., Donoghue M. J., Soltis P. S. (2011). "Angiosperm phylogeny: 17 genes, 640 taxa". American Journal of Botany. Quyển 98 số 4. tr. 704–730. doi:10.3732/ajb.1000404.{{Chú thích tạp chí}}:  Quản lý CS1: nhiều tên: danh sách tác giả (liên kết)
13. ↑  Chen Z. D., Manchester S. R., Sun H. Y. (1999). "Phylogeny and evolution of the Betulaceae as inferred from DNA sequences, morphology, and palaeobotany". American Journal of Botany. Quyển 86. tr. 1168–1181.{{Chú thích tạp chí}}:  Quản lý CS1: nhiều tên: danh sách tác giả (liên kết)